# Chris Diamantopoulos

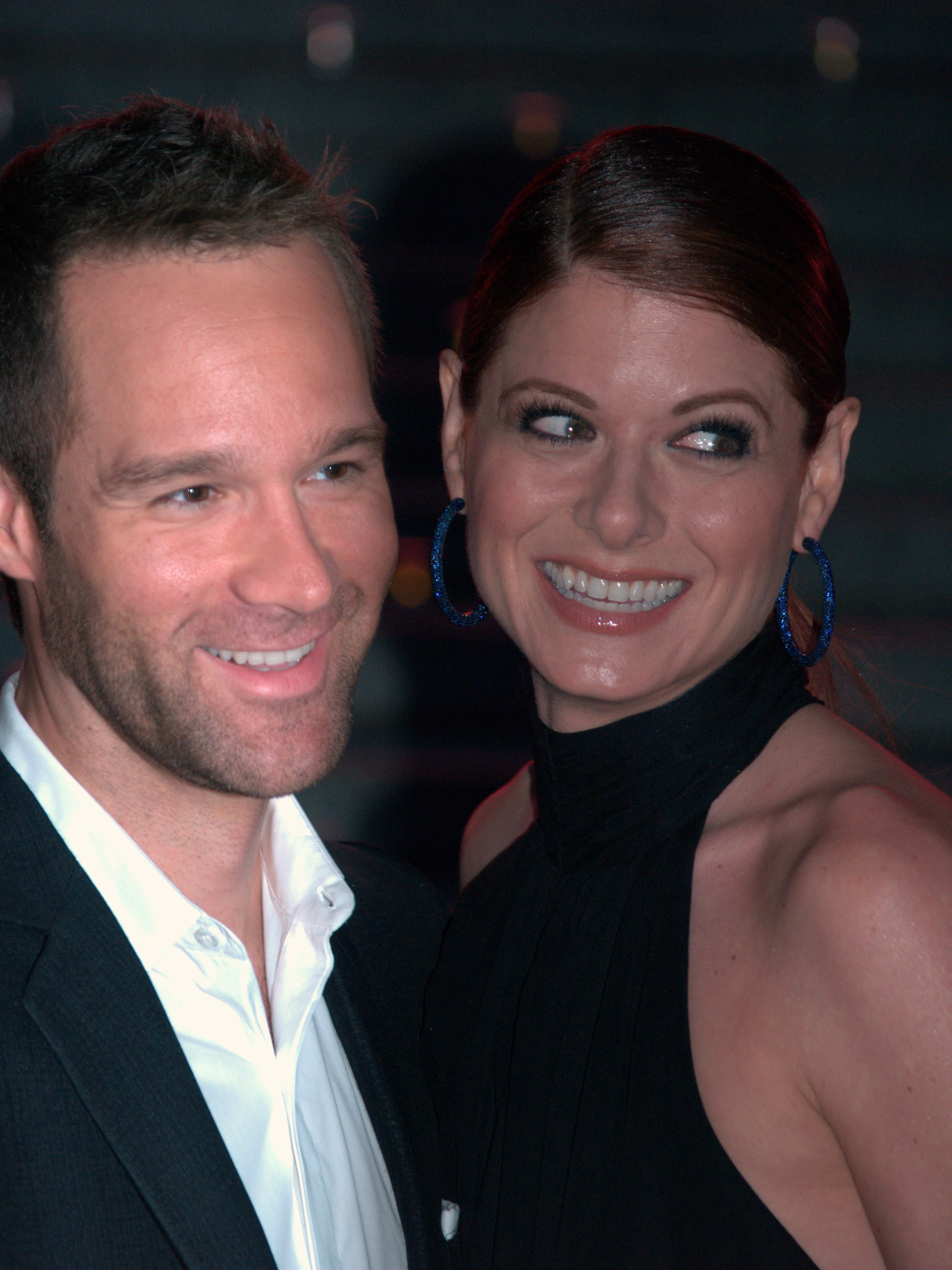
Chris Diamantopoulos mit Debra Messing (2009)

Chris Diamantopoulos (griechisch Χριστόφορος Διαμαντόπουλος Christóforos Diamantópoulos, * 9. Mai 1975 in Toronto, Ontario) ist ein kanadischer Schauspieler griechischer Abstammung.

## Leben
Diamantopoulos wuchs abwechselnd in Griechenland und Kanada auf und debütierte bereits mit neun Jahren für Werbespots vor einer Fernsehkamera. Später folgten erste Bühnenauftritte als Darsteller sowie Sänger an lokalen wie auch regionalen Theatern; eine künstlerische Laufbahn folgte. Im Alter von 18 Jahren wurde er Mitglied eines Schauspielensembles, mit dem er durch Nordamerika tourte und schließlich auch am Broadway landete. Neben seiner Mitwirkung in einigen Theaterstücken spielte er ab 2000 auch in Film- und Fernsehproduktionen mit. Im Jahr 2005 wurde er für Behind the Camera: The Unauthorized Story of 'Mork & Mindy' beim Gemini Award nominiert.
Abseits der Schauspielerei ist Diamantopoulos auch ein gefragter Sprecher, der zuweilen auch Synchrontätigkeiten übernimmt. Er ist seit dem 12. Mai 2005 mit der US-amerikanischen Schauspielerin Becki Newton verheiratet.

## Filmografie (Auswahl)
- 2000: The Adulterer
- 2001: Drop Dead Roses
- 2005: Behind the Camera: The Unauthorized Story of 'Mork & Mindy'
- 2006: Die Sopranos (The Sopranos, Fernsehserie, Episode 6x04)
- 2006: Blind Wedding – Hilfe, sie hat ja gesagt (Wedding Daze)
- 2007: Three Days to Vegas
- 2008: The Starter Wife – Alles auf Anfang (The Starter Wife, Fernsehserie, 10 Episoden)
- 2009: Under New Management
- 2010: 24 (Fernsehserie, 12 Episoden)
- 2011–2012: Up All Night (Fernsehserie, 4 Episoden)
- 2012: Die Stooges – Drei Vollpfosten drehen ab (The Three Stooges)
- 2013: Empire State – Die Straßen von New York (Empire State)
- 2013: Das Büro (The Office, Fernsehserie, 5 Episoden)
- 2013: The Art of Steal – Der Kunstraub (The Art of the Steal)
- 2013: Arrested Development (Fernsehserie, 8 Episoden)
- seit 2013: Micky Maus (Mickey Mouse, Fernsehserie, Stimme von Micky Maus)
- 2014: Hannibal (Fernsehserie, Episoden 2x08–2x09)
- 2014–2015: About a Boy (Fernsehserie, 9 Episoden)
- 2014–2017: Episodes (Fernsehserie)
- 2015: Silicon Valley (Fernsehserie, 6 Episoden)
- 2018–2021: DuckTales (Fernsehserie, Stimme)
- 2018: Die Wahrheit über Lügen (The Truth About Lies)
- 2021: Red Notice
- 2021–2022: Inside Job (Fernsehserie)
- 2021: True Story (Fernsehserie)
- 2021: Gregs Tagebuch: Von Idioten umzingelt! (Diary of a Wimpy Kid, Stimme)
- seit 2021: Invincible (Fernsehserie, Stimme)
- 2022: Beavis and Butt-Head Do the Universe (Stimme)
- 2022: High Heat
- 2023: Mrs. Davis (Miniserie, 7 Folgen)
- 2023: Diary of a Wimpy Kid Christmas: Cabin Fever
- 2023: The Boys in the Boat
- 2024: Discussion Materials